# Why Did You Do That?
A Why Did You Do That? Lady Gaga amerikai énekesnő dala a 2018-as Csillag születik című film filmzenei albumáról. A dalt Gaga Diane Warrennel, Mark Nilan Jr.-ral, Nick Monsonnal és Paul "DJWS" Blairrel szerezte, illetve a produceri munkát is ők végezték Warrent leszámítva. A dal a film azon részében csendül fel, mikor Gaga karaktere, Ally fellép a Saturday Night Live című show-műsorban, miközben a színpad mellől nézi férje, Jackson (akit főszereplőtársa, Bradley Cooper alakít). Később Jackson lehordja Ally-t, amiért eladta magát a közhelyesnek ítélt dalszöveggel, azonban Ally megvédi a dalt. A Why Did You Dou That? egyszerre kíván retró és modern hatást kelteni, és akkor vették fel, amikor Gaga a Joanne World Tour-ral járta a világot.
A számot xilofon hangokkal készítették, és jellemzi az ismétlődés a refrénben. Megjelenését követően nagy figyelem övezte a dalt a szövege miatt, amelyet a kritikusok és a rajongók a popzene kritizálásaként értelmeztek. A dalszövegírók megvédték a számot, és azt mondták, hogy kimondottan úgy írták meg, hogy ki legyen hangsúlyozva, ahogy Ally karrierje egyre magasabb szintre kerül, míg Jacksoné hanyatlik.

## Felvételek és kompozíció

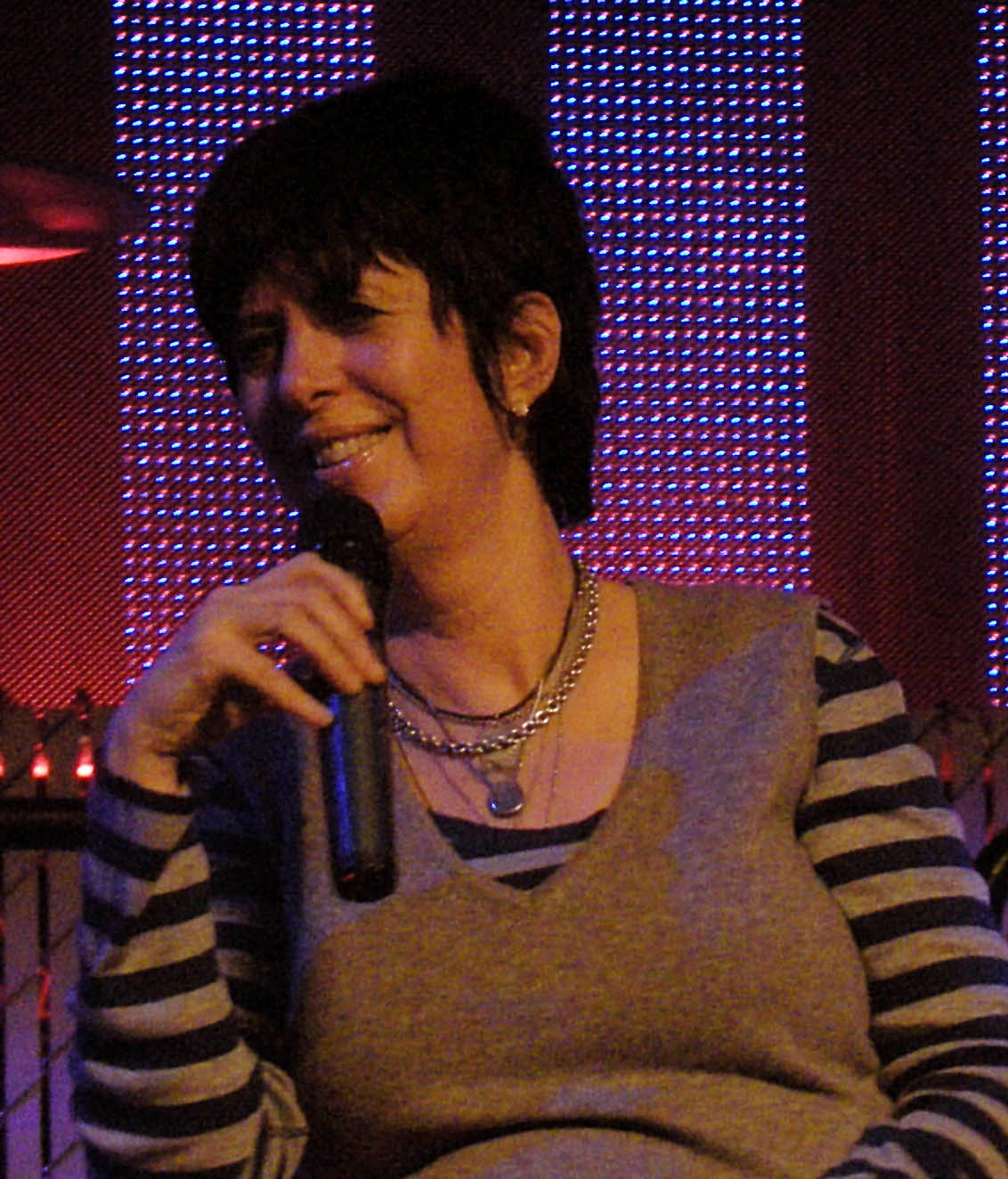
Diane Warren a dal társszerzője megvédte a szöveget, amivel kapcsolatban kijelentette, hogy nem egy „rossz popdal” megalkotása volt a cél, hanem inkább egy szórakoztató, könnyed számot szerettek volna megalkotni.

A Why Did You Do That?-et Gaga Diane Warrennel, Mark Nilan Jr.-ral, Nick Monsonnal és Paul "DJWS" Blairrel szerezte, míg a produceri munkát is ők készítették leszámítva Warrent. Az énekesnő először 2015-ben dolgozott együtt Warrennel a szexuális erőszakkal foglalkozó Til It Happens to You című dalban. Warren egy háttérzenére építve írta meg a Why Did You Do That? szövegét, célja pedig egy „menő és szórakoztató” dal létrehozása volt. Gaga egy „retró/modern érzetet” szeretett volna a számnak, Warren pedig ki akart lépni a komfortzónájából, hogy ne egyedül alkosson. Monson korábban Gagával a 2013-as Artpop című harmadik stúdióalbumán dolgozott együtt, és 2017 március elején hívták meg, hogy írjon dalokat a Csillag születikhez is. Körül-belül két és fél évvel a dal megjelenése előtt Paul "DJWS" Blair megkérte Mark Nilan Jr.-t, hogy jöjjön el a The Village West stúdióba, Los Angelesbe, és szerezzen együtt dalokat Gagával és Warrennel, aminek az eredményeként elkészült a Why Did You Do That? első verziója.
Cooper és Gaga egy Los Angeles-i stúdióban kezdtek el dolgozni producerekkel a Csillag születik (A Star Is Born) dalain. Amikor Gaga útnak indult Joanne World Tour (2017-18) című koncertsorozatával, létrehoztak egy stúdiót a turnébuszon. Minden éjszaka a koncertje után Gaga visszatért a buszon lévő stúdióba, hogy dalokat vegyen fel. További felvételeket a Woodrow Wilson-ban (Hollywood, Kalifornia) és a Shangri-La Studios-ban (Malibu, Kalifornia) készítettek. A Why Did You Do That? hangkeverését Tom Elmhirst a New York-i Electric Lady Studios-ban végezte, míg Randy Merrill a Sterling Sound Studios-ban maszterelte. A dal azzal nyit, hogy Ally azt énekli, hogy „Why do you look so good in those jeans? / Why'd you come around me with an ass like that?” („Miért nézel ki olyan jól ebben a farmerben? Miért jössz ide hozzám egy ilyen seggel?”) Warren gondolta ki ezt a szövegrészt, Gaga pedig beleegyezett, hogy ezek legyenek a nyitósorok. A kompozíció xilofon hangját tartalmazza, és a „damn” szócska is hallható a háttérben. A refrén egy house zenei alapra épül, Gaga pedig egyre csak a következő szöveget ismételgeti: „Why did you do that, do that, do that, do that, do that to me?” („Miért tetted ezt, tetted ezt, tetted ezt, tetted ezt velem?”)
Warren egy nyilatkozatában tisztázta, hogy nem egy „rossz” popdal megírása volt a szándéka, hanem valami szórakoztatót és kevésbé komolyat szeretett volna, ami megmutatja, ahogy Ally popelőadóvá válik. „Imádom, hogy [Ally] megvédte a zenéjét. Nem kell olyannak lennie a zenének, amilyennek Jackson gondolja – a zene bármilyen lehet. Lehet egy komoly dal, lehet egy popdal és lehet egy olyan dal is, ami egy seggről szól”, tette hozzá. Blair szintén megvédte a dal szövegét a The Washington Post-tal készült interjújában, amiben elmondta, hogy kimondottan úgy írták meg a dalt, hogy az bemutassa Ally karrierjének „szárnyalását”, és ezért „pörgősebbnek és mainstreamnek” kellett lennie. Úgy vélte, hogy akármilyen is lett volna a dal, Jackson ellenezte volna, mert feldúlt volt Ally sikere és a saját karrierjének hanyatlása miatt. Gaga másrészről nem foglalt állást azzal kapcsolatban, hogy a Why Did You Do That? rossz dal-e. „Amikor látjuk Ally-t a Saturday Night Live-ban, és arról énekel egy dalt, hogy miért néz ki valaki olyan jól abban a farmerben, az majdnem teljesen az ellentéte annak, ahonnan elkezdte,” mondta el Gaga. „Ez viszonylag felszínes.”

## Használata a filmben
A Csillag születikben a Why Did You Do That? című dalt Lady Gaga karaktere, Ally adja elő a Saturday Night Live című műsorban, ahol Alec Baldwin volt az aktuális házigazda. A fellépés azt jelképezi, ahogy Ally átalakul egyszerű énekes-dalszerzőből „egy igazi rádiós popsztárrá”. Cooper karaktere, Ally rockzenész férje Jackson Maine a helyszínen nézi az előadását. Ennek hatására kezd el újra inni. A Refinery29 szerint Jackson csalódottsága abból fakad, hogy úgy érzi, Ally „eladta magát”. Később mikor Allyt Grammy-díjra jelölik, a részeg Jackson lehordja, mert véleménye szerint „elengedte azt a személyt, amilyennek a legboldogabb volt”. Kettejük veszekedése során Ally megvédi a dalt.
A szám táncos jelenetéhez Gaga régi koreográfusát, Richard Jacksont kérte fel, aki a filmben szereplő összes koreográfiáért is felelős volt egyben. Az énekesnő azt szerette volna, hogy a dal koreográfiája „bolondos” legyen. Jackson azt mondta, hogy az általa megalkotott koreográfia „pop/R&B stílusú a 90-es évek hangulatával”. Mivel Ally stílusa és mozdulatai nem lehettek Gagáéhoz hasonlóak, Jackson egy sajátos kinézetet talált ki Allynek a Why Did You Do That? előadásához, és a többi pörgős dalhoz, mint a Heal Me-hez és a Hair, Body, Face-hez is.

## Kritikusi fogadtatás és elemzés
A filmzenei album megjelenését követően a Why Did You Do That? megosztotta a kritikusokat. Sokan azt feltételezték, hogy szándékosan közhelyes a dalszövege, hogy ezzel hangsúlyozzák ki Jackson nézőpontját a popzenéről összehasonlítva a country-rock dalaival. A kritikusok úgy vélték, hogy Jackson elutasító magatartásának a „popzene” iránt az az oka, hogy a karaktere szűklátókörű és képtelen a saját rockzenéjén kívül mást elfogadni. Mások úgy gondolták, hogy a „rossz” dal vezette ahhoz, hogy visszatérjen „féktelen alkoholizmusába”.
Brittany Spanos a Rolling Stone-tól úgy érezte, hogy mikor Gaga első alkalommal adja elő a dalt a filmben, „szándékosan szerették volna, hogy megrendítő legyen több szinten is”, mivel most először látja a közönség Allyt popsztárként. Spanosnak az volt a meglátása a Why Did You Do That?-tel kapcsolatban, hogy a dal „felhoz egy érvet a popzene ellen, ami vele járóan egy érv maga Lady Gaga ellen is, aki az egyik legnagyobb támogatója a rendkívül fülbemászó dance-pop-nak, amit Ally testesít meg”. Ennek ellenére Spanos „mámórítónak” és „valójában egészen nagyszerűnek” tartotta a dalt, és Gaga korai munkáihoz hasonlította a 2008-as The Fame korszakából. „Egy szexis flörtölés egy olyan tetszetős hook-kal, amit évekig nem fogsz elfelejteni”, tette hozzá. A Refinery29-tól Alejandra Salazar szerint a szám egy „camp stílusú, eltúlzott popdal nevetséges dalszöveggel az sms-ezésről, imádkozásról illetve a fenekekről is”. Salazar írásában azon tűnődött, hogy vajon a dalt szándékosan hangszerelték meg úgy, hogy „ne legyen túl jó”, hogy ezzel a rockzenét egy hitelesebb műfajként jelenítsék meg a filmben.
A The Daily Dot-nak készült írásában Brenden Gallagher megjegyezte, hogy a Why Did You Do That?-et nem küldte be a Warner Bros. az Oscar-díjra jelölhető dalok közé a „Legjobb eredeti dal” kategóriában annak ellenére, hogy népszerű volt a szám a rajongók körében a dalszövege miatt. Gallagher több internetes mémet is felsorolt, ami a dal alapján készült. Hazel Cillis a Jezebel-től azt állította, hogy habár a Shallow és az I’ll Never Love Again „lehet hogy Oscar csalétkek” Cooper filmjéből, a Why Did You Do That? „egy értelmetlen popdal, ami megtestesíti mindazt, amivé Ally vált a filmben”.
Nate Jones a New York magazintól a Why Did You Do That?-et úgy jellemezte, mint „egy seggekről szóló dalt”, és megjegyezte, hogy a szám nyitósora központja lett annak a vitának, ami a pop és a rockzene közt alakult ki. Jones úgy érezte, hogy a szám általános megítélése „gyakran abból fakad, hogy az ember személyesen milyennek érzi – szörnyű-e, imádod-e vagy egy szörnyű dal amit egyszerre imádsz is?” Számos „fülbemászó” részt fedezett fel a dal kompozíciójában, amivel sikerült megragadni a közönség figyelmét, különösen miután elhangzott a sor a farpofákról. A The New York Times-nak készített ismertetőjében Kyle Buchanan elismerte, hogy a dalszöveget nem tudja kiverni a fejéből. Ezen kívül hozzátette, hogy a szám eleinte sokkolóan hangozhat, mivel „eltér az időtálló hangzású Shallow-tól és a hozzá hasonlóaktól cserébe egy eldobható popdalért”, de megjegyezte, hogy a közösségi médiában egyre nagyobb népszerűségnek örvend. Dianne Warren elmondta, hogy a szám „bosszút áll, mert nem tudod majd kiverni a fejedből. A végén pedig azt mondogatod majd, hogy »Why did you do that, do that, do that«.”

## Közreműködők és menedzsment
A következő közreműködők listája az A Star Is Born albumon található CD füzetkében található.

### Menedzsment
- Felvételek: Saturday Night Live (NBC Studios), Woodrow Wilson Studios (Hollywood, Kalifornia), The Village West (Los Angeles, Kalifornia) and Shangri-La Studios (Malibu, Kalifornia)
- Hangkeverés: Electric Lady Studios (New York City)
- Maszterelés: Sterling Sound Studios (New York City)

### Közreműködők
- Lady Gaga – elsődleges vokál, dalszerzés, produceri munka
- Diane Warren – dalszerzés
- Mark Nilan Jr. – dalszerzés, produceri munka, billentyűs hangszerek, számítógép által generált hangok
- Nick Monson – dalszerzés, produceri munka, billentyűs hangszerek, számítógép által generált hangok
- Paul "DJWS" Blair – dalszerzés, produceri unka
- Benjamin Rice – felvételek
- Alex Williams – felvételi asszisztens
- Rob Bisel – felvételi asszisztens
- Tom Elmhirst – hangkeverés
- Brandon Bost – hangmérnök
- Randy Merrill – maszterelés
- Tim Stewart – gitár

## Slágerlistás helyezések
| Lista (2018)                        | Legjobb helyezés |
| ----------------------------------- | ---------------- |
| Szlovákia (Singles Digitál Top 100) | 17               |

## Fordítás
- Ez a szócikk részben vagy egészben  a   Why Did You Do That? című angol Wikipédia-szócikk fordításán alapul.  Az eredeti cikk szerkesztőit annak laptörténete sorolja fel. Ez a jelzés csupán a megfogalmazás eredetét és a szerzői jogokat jelzi, nem szolgál a cikkben szereplő információk forrásmegjelöléseként.

## Külső hivatkozások
- Lady Gaga – "Why Did You Do That?". YouTube